# Polesie-Ryneczek
Polesie-Ryneczek – dawna wieś. Tereny na których była położona, leżą obecnie na Białorusi, w obwodzie mińskim, w rejonie miadzielskim.
Nazwa dawniej używana to Stary Rynek.

## Historia
W czasach zaborów w granicach Imperium Rosyjskiego.
W latach 1921–1945 wieś leżała w Polsce, w województwie nowogródzkim (od 1926 w województwie wileńskim), w powiecie duniłowickim (od 1926 w powiecie wilejskim), w gminie Budsław.
Według Powszechnego Spisu Ludności z 1921 roku zamieszkiwało wieś 130 osób, 79 były wyznania rzymskokatolickiego, 19 prawosławnego a 32 mojżeszowego. Jednocześnie 41 mieszkańców zadeklarowało polską przynależność narodową, 73 białoruską a 16 żydowską. Było tu 26 budynków mieszkalnych. W 1931 w 35 domach zamieszkiwało 197 osób.
Miejscowość należała do parafii rzymskokatolickiej w Budsławiu i prawosławnej w Dołhinowie. Podlegała pod Sąd Grodzki w Krzywiczach i Okręgowy w Wilnie; właściwy urząd pocztowy mieścił się w Budsławiu.